# Neocallotillus elegans
Espèce
Synonymes
- Callotillus elegans (Erichson, 1847)
- Tillus elegans Erichson, 1847 (protonyme)
- Neocallotillus elegans (Erichson, 1847)
- Callotillus occidentallis Gorham, 1882)
- Callotillus vafer Wolcott, 1921

Neocallotillus elegans est une espèce d'insectes coléoptères de la famille des Cleridae et de la sous-famille des Tillinae. Elle se rencontre en Amérique du Nord (Nevada, Californie, Nouveau-Mexique, Texas, Louisiane, Arizona, Mexique) et en Amérique centrale.

## Systématique
L'espèce Neocallotillus elegans a été décrite en 1847 par Wilhelm Ferdinand Erichson sous le protonyme de Tillus elegans.